# Justin Chancellor
Pour les articles homonymes, voir Chancellor (homonymie).
Justin Gunnar Walter Chancellor, né le 19 novembre 1971, est un musicien anglais, bassiste du groupe Tool et ancien membre du groupe Peach (en).

## Biographie
Chancellor est d’ascendance norvégienne et anglaise. Depuis qu'il s'est installé aux États-Unis, en plus de ses engagements musicaux, sa femme Shelee et lui possèdent un magasin appelé Lobal Orning à Topanga en Californie, consacré à la musique, la littérature et au cinéma. Quelques-uns des musiciens préférés de Justin sont Jimi Hendrix, Fugazi, The God Machine, et Swervedriver.
Chancellor est le plus jeune membre de Tool. Il a 5 albums à son actif, quatre avec Tool : Ænima (1996), Lateralus (2001), 10,000 Days (2006) et Fear Inoculum (2019) ; et un avec Peach : Giving Birth to a Stone (1994).

## Style de jeu
Chancellor se démarque des autres bassistes avec un jeu au médiator donnant un son plus agressif et percutant.
Il s'inspire beaucoup du bassiste Les Claypool  duquel il tirera un jeu de basse avec beaucoup de pédale d'effet comme des Wah-Wah automatiques ou encore des chorus. 
Il lui arrive également de jouer avec ses doigts plutôt qu'avec le médiator comme sur le titre 10 000 days de l'album du même nom. 

## Matériels

### Basses
Chancellor utilise sur recommandation d'un ami la marque de basse Wal pour l'enregistrement de Ænima. L'électronique ainsi que le bois de la basse donne des sons médiums puissants, ce sont des basses à quatre cordes sur lesquelles sont installées des cordes Ernie Ball. Il utilise également des basses Gibson, Music Man Stingray ou encore sa propre basse custom créée chez Streamer bass (en) en 2017.

### Amplificateurs
Justin utilisera principalement des amplificateurs 2001RB head x3 (1 Dirty, 1 Clean, 1 Spare) de Gallien-Krueger ainsi que deux Mesa Boogie différents, le Roadready 4x12 pour le son Clean et le RoadReady 8x10 pour le son le plus gras.

### Effets
- Boss TU-2
- Guyatone (en) VTX Tremolo
- Tech 21 (en) SansAmp GT2 Distortion
- Boss BF-2 Flanger
- Boss DD-3 Digital Delay
- Colorsound Tone Bender Fuzz

## Discographie

### Avec Tool
- 1996 : Ænima
- 2001 : Lateralus
- 2006 : 10,000 Days
- 2019 : Fear Inoculum

### Avec Peach
- 1994 : Giving Birth to a Stone

### Participations
- 2000 : Crybaby de Melvins, sur la piste Divorced, avec les trois autres membres de Tool
- 2004 : Panopticon de Isis, sur la piste Altered Course
- 2006 : Clearing the Eye de Isis, sur la piste Weight
- 2010 : Valley of Smoke de Intronaut, sur la piste éponyme
- 2017: The Desaturating Seven (le narrateur) de Primus
- 2018 : Year of the Snitch de Death Grips
- 2024 : Every Sound Has A Color In The Valley Of Night de Night Verses